# Ápis (rei do Peloponeso)
Ápis é um personagem da mitologia grega muitas vezes identificado com o deus egípcio Ápis.
Ápis foi um poderoso rei do Peloponeso, e aparece nas listas de reis de Sicião e Argos como um dos reis mais antigos, um tirano que conquistou o Peloponeso e chamou-o de Ápia.
Ápis, segundo várias versões, foi deificado no Egito e fundido com Osíris, dando origem ao nome Serápis.
Plutarco identifica Ápis com a imagem da alma de Osíris e Heródoto identifica Ápis com Épafo, rei do Egito.
Analistas propuseram várias versões para explicar estas contradições.
Nas cronologias de Eusébio de Cesareia e Jerônimo de Estridão houve dois reis gregos de nome Ápis:
- Ápis (rei de Sicião),[1] que reinou por 25 anos, sucessor de Telchin e antecessor de Thelxion.[7][8]
- Ápis (rei de Argos),[2] que reinou por 35 anos, sucessor de Foroneu e antecessor de Argos (filho de Níobe).[7][8]

Eles estão separados por mais de duzentos anos: o reinado de Ápis (rei de Sicião) foi entre 1973 a.C. e 1948 a.C. e o de Ápis (rei de Argos) foi entre 1747 a.C. e 1712 a.C..
Newton fez uma análise diferente: segundo seus cálculos, a cronologia mitológica grega foi artificialmente inflada, tratando príncipes que reinaram ao mesmo tempo como sendo reis em sucessão. Newton considera que houve apenas um Ápis, o mesmo personagem que Épafo e Epopeu, e que ele foi morto em 1010 a.C..